# Сторожище (Смоленская область)
Сторожи́ще — деревня в Смоленском районе Смоленской области России. Входит в состав Дивасовского сельского поселения. Население — 66 жителей (2016 год).
Расположена в западной части области в 1 км к северо-западу от Смоленска, в 5 км южнее автодороги М1 «Беларусь». В 4 км южнее деревни расположена железнодорожная станция Смоленск на линии Москва — Минск.

## История
В годы Великой Отечественной войны деревня была оккупирована гитлеровскими войсками в июле 1941 года, освобождена в сентябре 1943 года. 